# 吉松忠敬

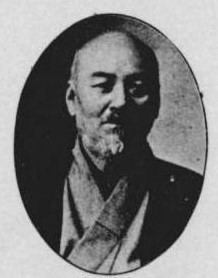
吉松忠敬

吉松 忠敬（よしまつ ちゅうけい、1865年11月13日（慶応元年9月25日） - 1937年（昭和12年）8月27日）は、日本の政治家。衆議院議員（1期）。

## 経歴
日向国那珂郡、のちの宮崎県南那珂郡福島町（現串間市）で生まれた。日清戦争に参加し、陸軍砲兵一等軍曹となる。帰国後は林業を営み、南那珂郡福島村長、宮崎県議、同議長を務める。
1924年の第15回衆議院議員総選挙において宮崎1区から政友本党公認で立候補して当選した。のち立憲政友会に移り、衆議院議員を1期務めた。1928年の第16回衆議院議員総選挙には立候補しなかった。1937年死去。子孫にはジャーナリストの田中耕がいる。